# نهر ايفانز
نهر ايفانز(بالإنجليزية: Evans River)‏ نهر ايفانز هو نهر قصير في الجزيرة الجنوبية لنيوزيلندا إذ يبلغ طوله 8 كم، ينبع بالقرب من جبل O'Shanessy في نطاق Kaimata من جبال الألب الجنوبية يتدفق النهر بإتجاه الشمال الغربي ثم الجنوب الغربي، لينضم إلى نهر Crooked على بعد عدة كيلومترات قبل أن يتدفق هذا الأخير في بحيرة برونر.
مترجم من Evans River